# قائمة الصقور
الصقر جنس طائر جارح من فصيلة الصقريات. توجد على الكرة الأرضية في مختلف المناطق والنطاقات المناخية عدة أنواع من الصقور تتعدى العشرات.
عند صيد الصقر فإنه يكون غير معتاد على الأسر، لذلك يقوم الصياد الماهر بتغطية رأسه فقط، ورش الماء البارد على صدره ووضعه في مكيف السيارة إن وجد، خشية موته، وسبب موته هو (الخوف من الأسر) حتى يهدأ بعد أيام يقوم المربي بإطعامه وصداقته ثم تدريبه.

## القائمة

### أنواع الصقور
- الحر وأنواعه
- الشاهين وأنواعه
- الوكري وأنواعه
- الجير وأنواعه ويتواجد الجير في جبال سيبيريا ومنغوليا والقارتين القطبيتين.

| الاسم                 | صورة | ملاحظات |
| --------------------- | ---- | --- |
| الصقر المقدس          |      | الصقور المقدسة هو ضرب من جنس الصقور من فصيلة الصقريات. |
| سنقر                  |      | يعرف أيضا بالشَّاهِينُ البَحرِيُّ (الاسم العلمي: Falco rusticolus) من أضخم أنواع الصقور، يتوالد في السواحل الشمالية من الكرة الأرضية، كما أن التجوال الفردي أو التشرد الفردي (Individual vagrancy) يأخذ هذه الطيور لمسافات بعيدة. يختلف لون ريشها باختلاف مكان إقامتها.          |
| شاهين بربري           |      | هو شاهين متوسط الحجم يقارب في حجمه حجم الغراب. ويعتبر الطائر في الأساس من الطيور الجوارح المستقرة، رغم انه يهاجر لمسافات قصيرة بشكل غير منتظم، و يتميز الشاهين الأمازيغي بتناسق الجسم ورشاقته وقوة كبيرة تتضح من خلال طيرانه السريع، وهو سلالة من سلالات الشاهين.        |
| شويهين                |      | هو صقر صغير ونحيف، ينتمي إلى مجموعة متشابهة من نفس الجنس. |
| صقر أبولمادو          |      | صقر أبولمادو أو تبسيطا أبو الماضو، (الإسم العلمي: Falco femoralis) هو نوع من جنس الصقور متوسطة الحجم موطنه في الأمريكتين. تقع أكبر تجمع ومجموعة من هذا النوع في أمريكا الجنوبية، ولكن ليس في عمق الداخلي لحوض الأمازون.                                                  |
| صقر اليونورا صقر أسحم |      | صقر متوسط الحجم ينتمي إلى صقريات (فصيلة: Falconidae)، يتكاثر في جزر البحر المتوسط وخاصة بين تركيا واليونان، وقي نقاط أخرى كجزر الكناري وإسبانيا وكرواتيا والمغرب والجزائر.                                                                                               |
| صقر الخفاش            |      | صقر الخفاش (الإسم العلمي: Falco rufigularis) ) هو صقر يستوطن منطاق في المكسيك الاستوائية وأمريكا الوسطى والجنوبية وترينيداد.إناث صقور الخفافيش يبلغ طولها 30.5 سم، أكبر بكثير من طول الذكور البالغ 23 سم. صقور الخفاش البالغة ذات ريش أسواد اللون على ظهر والرأس والذيل. |
| صقر الشرق             |      | صقر الشرق أو يؤيؤ أحمر الرأس أو صقر الغزال (الاسم العلمي: Falco chicquera) (بالإنجليزية: Red-necked Falcon)، هو طائر جارح ينتمي إلى فصيلة البازية (فصيلة: Accipitridae).ينقسم إلى مجموعتين، واحدة في الهند والأخرى في أفريقيا.                                           |
| صقر الغروب            |      | صقر الغروب أو الصقر الفاحم (الاسم العلمي: Falco concolor) (بالإنجليزية: Sooty Falcon)، هو صقر متوسط الحجم ينتمي إلى صقريات (فصيلة: Falconidae)، يتكاثر في شمال شرق أفريقيا وحتى جنوب منطقة الخليج العربي، يشبه في طيرانه الصقر الأسحم.                                   |